# Hemleben
Hemleben (früher Hemmleben) ist ein Ortsteil der Stadt und Landgemeinde An der Schmücke im thüringischen Kyffhäuserkreis südlich des Höhenzuges Schmücke.

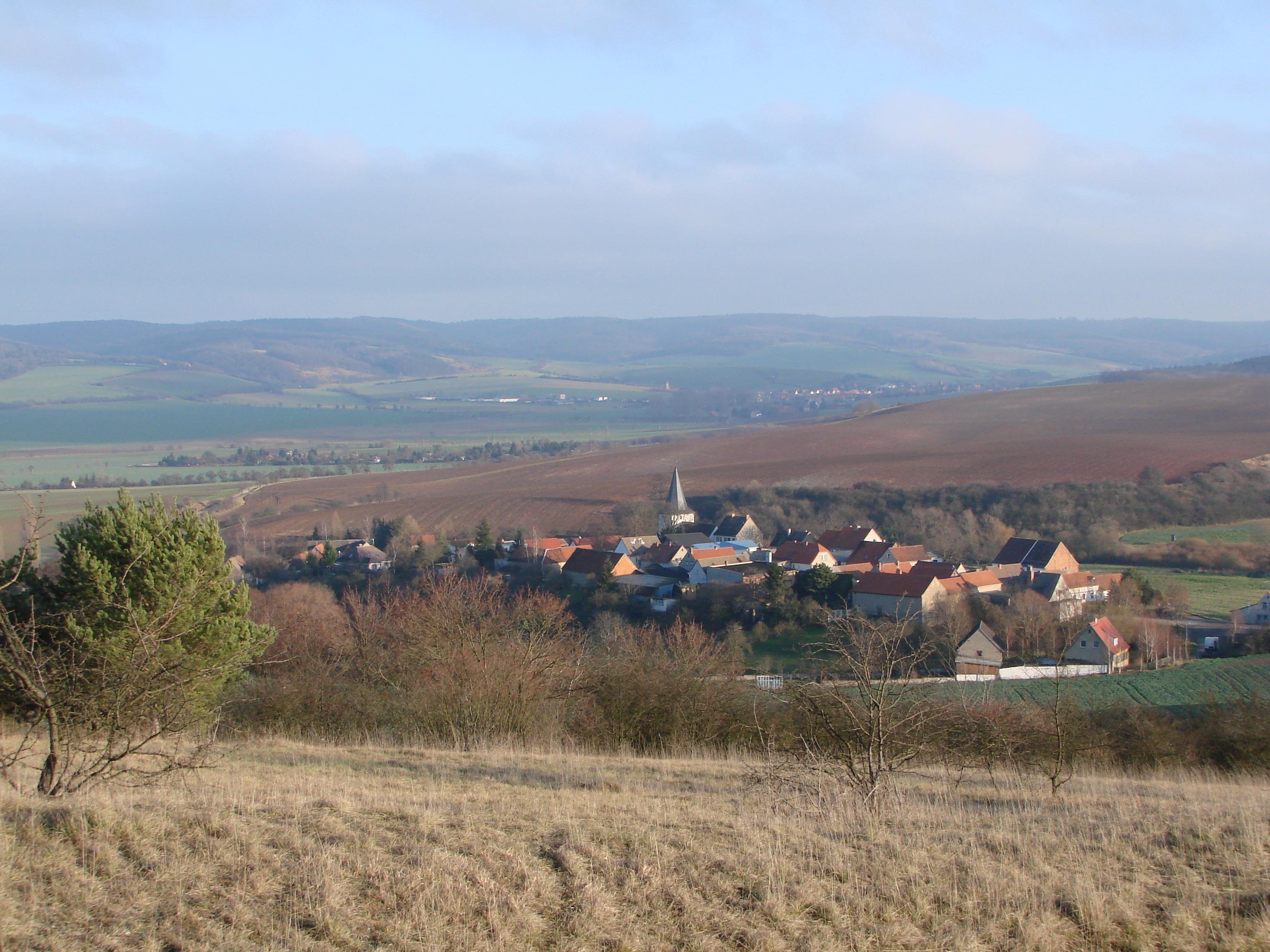
Blick nach Hemleben

## Lage
Hemleben liegt am Nordostrand des Thüringer Beckens und südlich der Schmücke östlich der Bundesautobahn 71.

## Geschichte
Die erste urkundliche Erwähnung als Hameleiven in einer Urkunde des Klosters Oldisleben stammt aus dem Jahre 1227. Das erloschene Rittergeschlecht von Hemleben, das von 1284 bis 1422 urkundlich nachweisbar ist, hatte wohl hier seinen Stammsitz.
Am 1. Januar 2019 schlossen sich die Gemeinden Hemleben, Bretleben, Gorsleben, Hauteroda und Oldisleben sowie die Landstadt Heldrungen zur neuen Stadt und Landgemeinde An der Schmücke zusammen. Die Gemeinde Hemleben gehörte der Verwaltungsgemeinschaft An der Schmücke an.

### Einwohnerentwicklung
Entwicklung der Einwohnerzahl (31. Dezember):
| - 1994 - 292 - 1995 - 290 - 1996 - 282 - 1997 - 283 - 1998 - 273 - 1999 - 275 | - 2000 - 274 - 2001 - 274 - 2002 - 273 - 2003 - 263 - 2004 - 270 - 2005 - 262 | - 2006 - 269 - 2007 - 267 - 2008 - 267 - 2009 - 249 - 2010 - 241 - 2011 - 228 | - 2012 - 215 - 2013 - 219 - 2014 - 218 - 2015 - 222 - 2016 - 222 - 2017 - 225 |

Datenquelle: Thüringer Landesamt für Statistik

## Kultur und Sehenswürdigkeiten
- Evangelische St.-Johannes-Kirche
- Sühnekreuz aus dem Jahre 1821
- Kriegerdenkmal für die Gefallenen beider Weltkriege
- Bauernhöfe

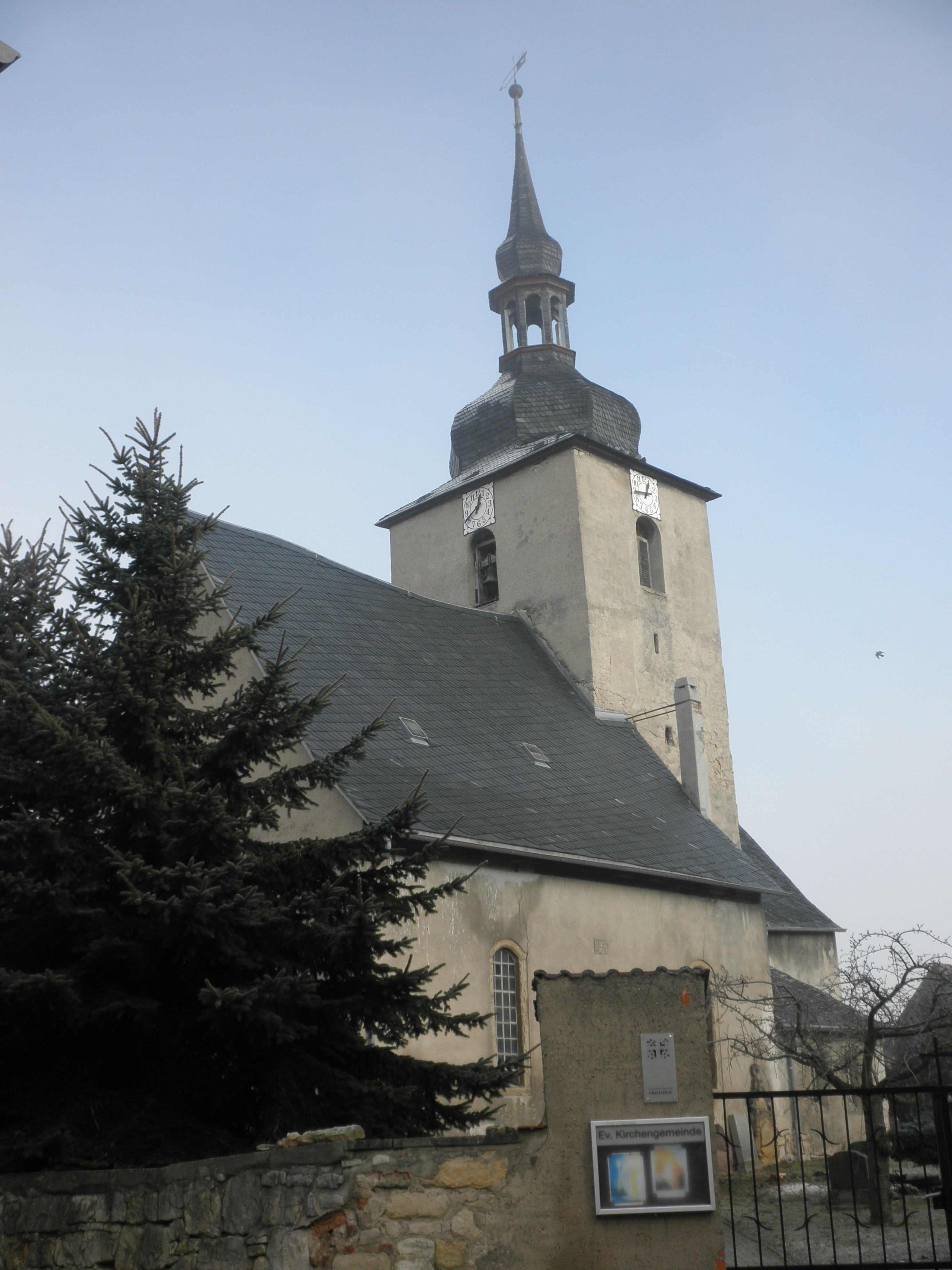
Kirche St. Johannes in Hemleben
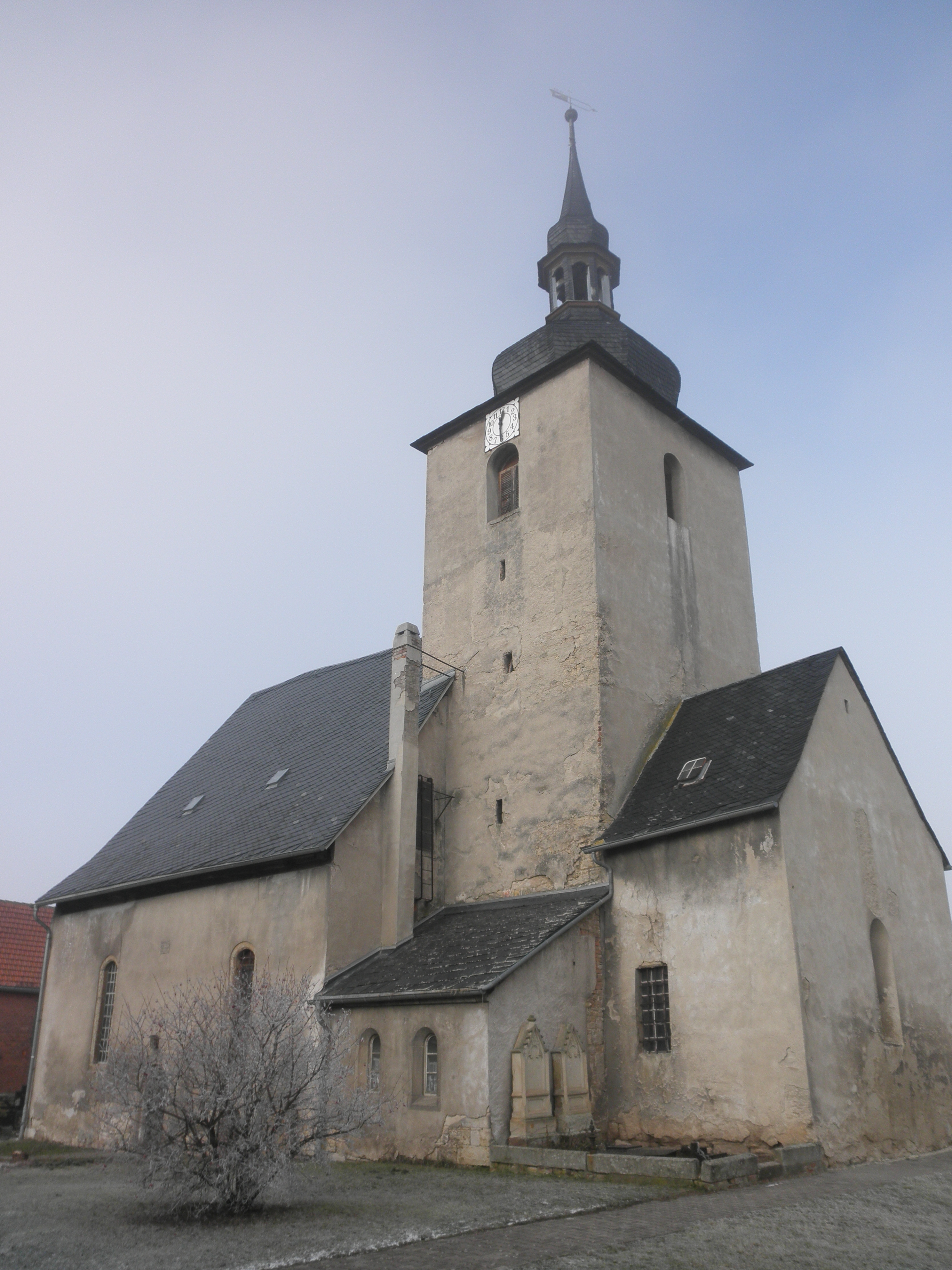
Kirche St. Johannes in Hemleben
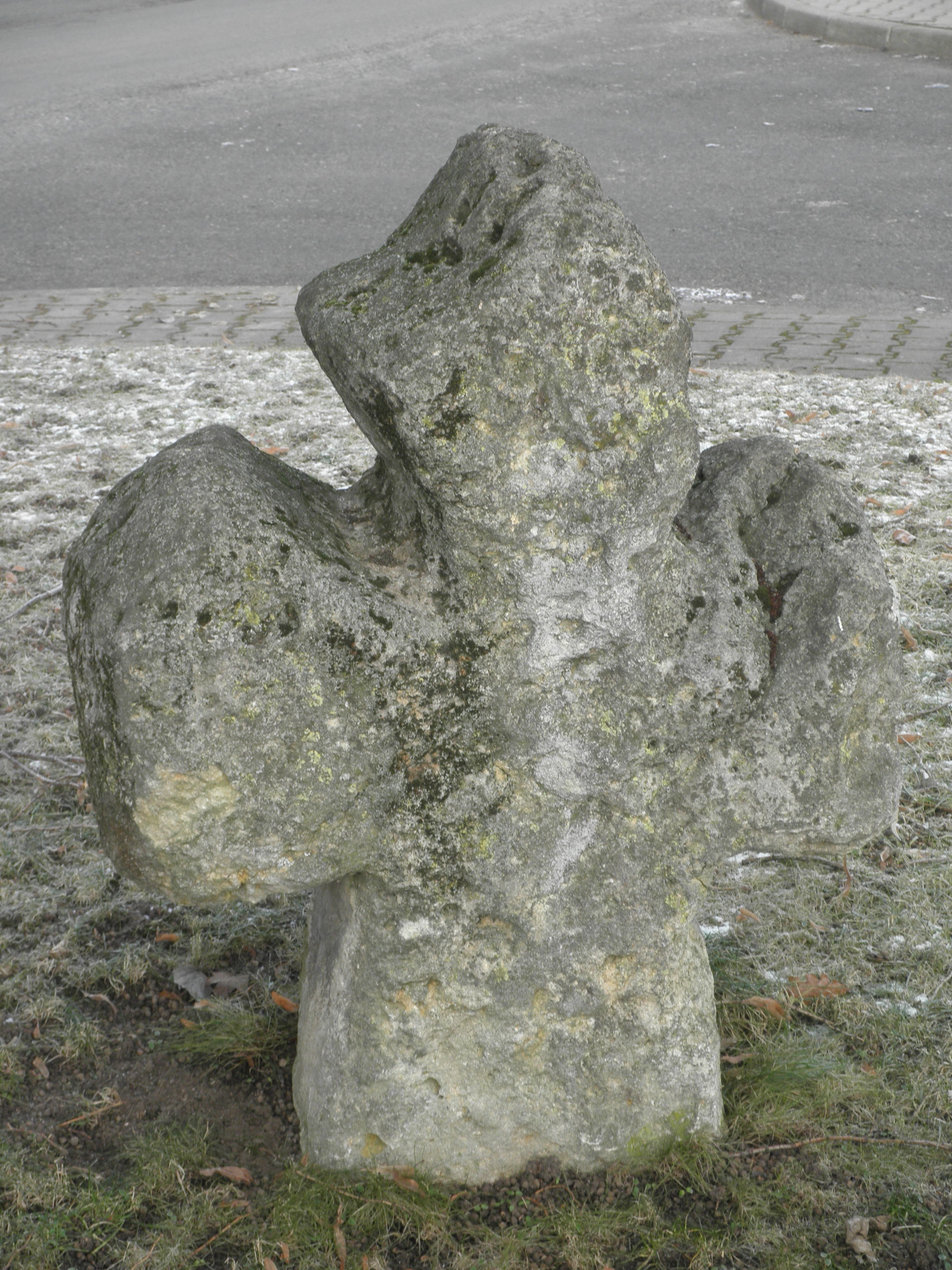
Steinkreuz in Hemleben
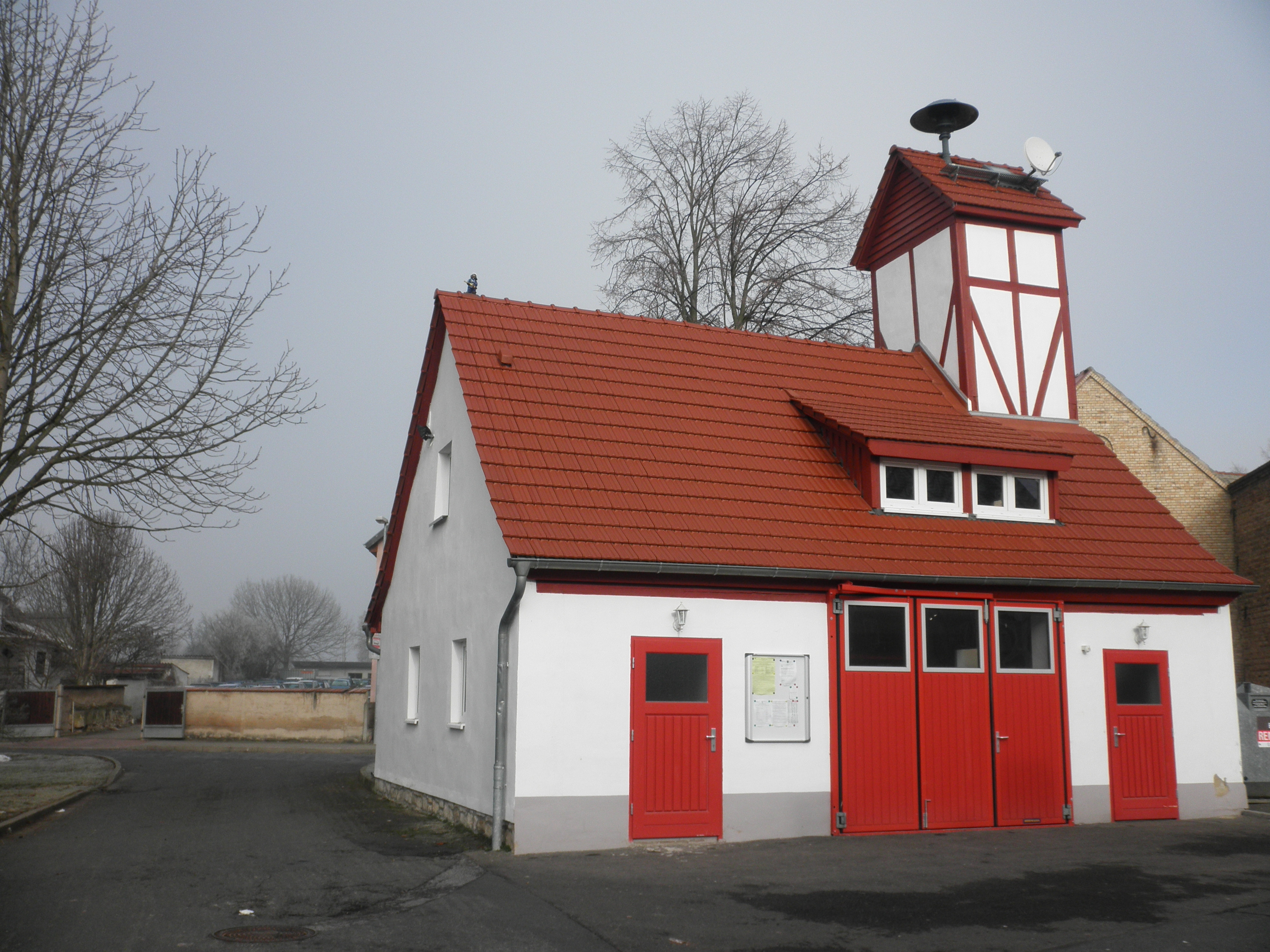
Feuerwehrhaus in Hemleben